# Dependencia multivalor
En el cálculo relacional de bases de datos, la dependencia multivalor o multivaluada es una restricción entre dos conjuntos de atributos de una relación, que requiere que ciertas tuplas estén presentes en la misma. Dicha restricción se concreta en la cuarta forma normal.
Sea R un esquema de relación. La dependencia multivaluada X {\displaystyle \twoheadrightarrow } Y vale en R si los pares de tuplas t1 y t2 en R, tal que t1[X] = t2[X] existen las tuplas t3 y t4 en R tales que:
t1[X] = t2[X] = t3[X] = t4[X]
t3[Y] = t1[Y]
t3[R-X-Y] = t2[R-X-Y]
t4[Y] = t2[Y]
t4[R-X-Y] = t1[R-X-Y]
En otras palabras se puede decir que: X {\displaystyle \twoheadrightarrow } Y si dado un valor de X, hay un conjunto de valores de Y asociados y este conjunto de valores de Y NO está relacionado (ni funcional ni multifuncionalmente) con los valores de R - X -Y (donde R es el esquema), es decir Y es independiente de los atributos de R-X-Y. (Cátedra de Base de Datos 1, 2009) Una dependencia multivaluada de la forma X {\displaystyle \twoheadrightarrow } Y, es trivial cuando el conjunto de atributos {X,Y} conforma el total de los atributos del esquema.

## Implicaciones
La presencia de dependencias multivalor afecta a la Cuarta forma normal de bases de datos relaciones